# Grace Stanke

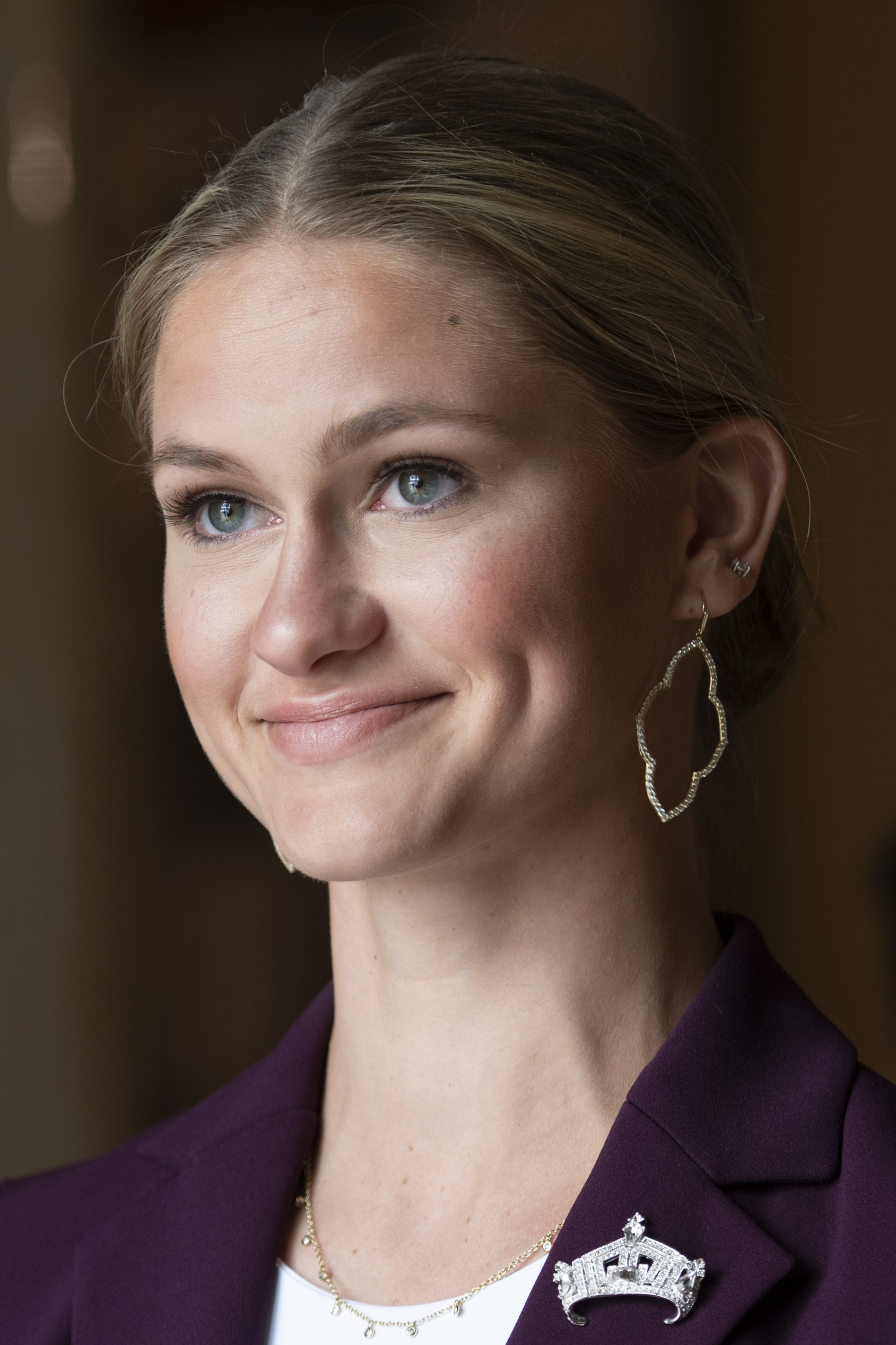
Grace Stanke, 2023

Grace Marie Stanke (* 30. April 2002 in Wausau, Wisconsin, USA) ist eine US-amerikanische Nukleartechnologin und Schönheitskönigin. Am 15. Dezember 2022 gewann sie den Titel Miss America 2023.

## Leben und Werk
Stanke ist die Tochter des Bauingenieurs Darrin Stanke und Jenny Stanke. Sie absolvierte die Wausau West High School und studierte von 2016 bis 2019 an der University of Wisconsin–Stevens Point und anschließend bis 2023 Nukleartechnik an der University of Wisconsin-Madison. Stanke sagte, sie habe sich für ein Studium der Nukleartechnik entschieden, weil sie durch saubere Energie und Nuklearmedizin einen positiven Einfluss auf die Welt haben wollte.
Sie nahm an den Wettbewerben Miss Wisconsin's Outstanding Teen teil und gewann 2016 die Auszeichnung Miss Wausau's Outstanding Teen, 2017 die Auszeichnung „Miss Harbor Cities' Outstanding Teen“ und wurde zur Miss Wisconsin’s Outstanding Teen 2017 gekürt. Sie nahm nach ihrem 18. Lebensjahr erneut am Miss America-System teil, um Stipendiengelder zu verdienen. Als Nächstes wurde sie 2021 Miss Madison, wurde 2022 als Vertreterin von Badgerland zur Miss Wisconsin 2022 gekrönt und war damit die erste Frau, die sowohl den staatlichen Miss- als auch den Teen-Titel innehatte. Zusätzlich zum Titel gewann sie das Preliminary Talent und ein Stipendium in Höhe von 12.500 US-Dollar.
Stanke war 2022 nach Terry Meeuwsen im Jahr 1973 und Laura Kaeppeler im Jahr 2012 die dritte Miss Wisconsin, die den Titel Miss America gewann. Für ihren Sieg erhielt sie ein Stipendium in Höhe von 50.000 US-Dollar.
Beim Miss-America-Schönheitswettbewerb engagieren sich die Preisträgerinnen für gesellschaftliche Anliegen. Während Stanke 2023 durch die USA reiste und über ihre gemeinnützige Initiative Clean Energy, Cleaner Future im Rahmen der Miss America-Organisation sprach, war es ihr Ziel, für die Akzeptanz von Kernenergie in den Vereinigten Staaten zu werben und die nächste Generation von Wissenschaftlerinnen, Ingenieurinnen und Mathematikerinnen zu inspirieren.
Als Miss America 2023 besuchte Stanke 23 Bundesstaaten und sieben Länder, darunter die Vereinigten Arabischen Emirate, Japan, England, Österreich und Frankreich. Sie nahm an Veranstaltungen teil und sprach über ihre gemeinnützige Initiative, die sie während des Wettbewerbs ausgewählt hatte. Sie schloss gleichzeitig ihr Grundstudium als Nuklearingenieurin ab und setzte sich als nationale Titelverteidigerin für die Branche ein.
Im Sommer 2023 gab Stanke zahlreiche internationale Nachrichteninterviews und wurde als Barbenheimer bezeichnet.
Im Dezember 2023 nahm sie an dem Klimagipfel in Dubai teil. Anfang 2024 trat sie eine Stelle bei dem Stromversorger Constellation Energy an, der 15 Kernkraftwerke betreibt.